# دراگوش ناگو
دراگوش ناگو (انگلیسی: Dragoș Neagu؛ زادهٔ ۲۸ february ۱۹۶۷ (۵۸ سال)) ورزشکار روئینگ اهل رومانی است.
وی در مسابقات کشوری و بین‌المللی در مجموع برندهٔ ۴ مدال نقره، ۱ مدال برنز شده‌است.